# Upstairs (film 1919)
Upstairs è un film muto del 1919 diretto da Victor Schertzinger. La sceneggiatura si basa sull'omonimo racconto (o romanzo) di Perley Poore Sheehan di cui non si conosce la data di pubblicazione.

## Trama
Elsie MacFarland, sguattera in un albergo alla moda di New York, spia i clienti che, ai piani superiori, si divertono al suono della musica jazz. La ragazza, che è molto carina, attira l'attenzione di uno dei clienti, Lemuel Stallings, che scommette con un amico che la porterà a ballare. Per riuscirci, prende un abito da sera ad Eloise, una ricca ereditiera che sta per scappare con l'autista, e lo fa indossare ad Elsie. Così vestita, però, la ragazza viene scambiata per Eloise da Murphy, l'investigatore messo sulle tracce della fuggitiva da suo padre. L'autista, con cui Eloise vuole fuggire, la segue in una stanza. I due ingaggiano una lotta interrotto dall'intervento di Lemuel che, però, viene buttato fuori dall'autista che poi Elsie mette fuori combattimento colpendolo alla mascella con un candeliere. Il padre di Eloise, per ringraziarla, offre ad Elsie una ricompensa di cinquemila dollari che le permette, non essendo più una ragazza povera, di accettare senza soverchi patemi d'animo la proposta di matrimonio di Lemuel.

## Produzione
Il film fu prodotto dalla Goldwyn Pictures Corporation.

## Distribuzione
Distribuito dalla Goldwyn Distributing Company, il film uscì nelle sale cinematografiche statunitensi il 3 agosto 1919. Il copyright del film, richiesto dalla Goldwyn Pictures Corp., fu registrato il 24 luglio 1919 con il numero LP14004.
Non si conoscono copie ancora esistenti della pellicola che viene considerata presumibilmente perduta.